# Gle Padangbai
Gle Padangbai är ett berg i Indonesien.   Det ligger i provinsen Aceh, i den västra delen av landet, 1 700 km nordväst om huvudstaden Jakarta. Toppen på Gle Padangbai är 830 meter över havet, eller 63 meter över den omgivande terrängen. Bredden vid basen är 0,33 km.
Terrängen runt Gle Padangbai är varierad, och sluttar norrut. Runt Gle Padangbai är det ganska glesbefolkat, med 23 invånare per kvadratkilometer. Närmaste större samhälle är Reuleuet, 11,6 km norr om Gle Padangbai. I omgivningarna runt Gle Padangbai växer i huvudsak städsegrön lövskog.